# Halcyon (album)
Halcyon is het tweede studioalbum van de Engelse zangeres Ellie Goulding dat uitkwam op 5 oktober 2012. Het album is opgenomen tussen 2011 en 2012, tijdens haar promotie voor haar debuutalbum Lights in 2010.
Halcyon heeft naast zijn standaard uitgave ook zes luxe uitgaves, die gemiddeld vijf extra nummers bevatten.

## Singles
De eerste single van Halcyon is Anything Could Happen. Het nummer bereikte in Engeland de nummer vijf positie. Figure 8 is de tweede single van het album. De single was meer commercieel succesvol in Nieuw-Zeeland en Finland, waar de single de nummer zeven en acht bereikte. Op 5 juli 2013 werd de single Burn uitgebracht. Twee dagen later volgde ook de muziekvideo. Burn werd genomineerd voor British Single of the Year en Best Video tijdens de Brit Awards in 2014. Later in 2013 volgde How Long Will I Love You, tevens het officiële nummer voor BBC's Children in Need. Goodness Gracious werd op 21 februari 2014 uitgebracht.

## Tracklist
Standaard editie
| Nr. | Titel                                | Schrijver(s)                           | Duur |
| --- | ------------------------------------ | -------------------------------------- | ---- |
| 1   | Don't Say a Word                     | Ellie Goulding, Jim Eliot              | 4:07 |
| 2   | My Blood                             | Goulding, Eliot, Mima Stilwell         | 3:54 |
| 3   | Anything Could Happen                | Goulding, Eliot                        | 4:47 |
| 4   | Only You                             | Goulding, Eliot                        | 3:51 |
| 5   | Halcyon                              | Goulding, Eliot                        | 3:25 |
| 6   | Figure 8                             | Goulding, Jonny Lattimer               | 4:08 |
| 7   | JOY                                  | Goulding, Eliot                        | 3:14 |
| 8   | Hanging On                           | Patrick James Grossi, Ariel Rechtshaid | 3:22 |
| 9   | Explosions                           | Goulding, John Fortis                  | 4:03 |
| 10  | I Know You Care                      | Justin Parker, Goulding                | 3:26 |
| 11  | Atlantis                             | Goulding, Eliot                        | 3:53 |
| 12  | Dead in the Water                    | Goulding, Fin Dow-Smith                | 4:44 |
| 13  | I Need Your Love (met Calvin Harris) | Harris, Goulding                       | 3:58 |

## Hitnoteringen
| Hitlijst                         | Datum van binnenkomst | Hoogste positie | Aantal weken | Laatste notering |
| -------------------------------- | --------------------- | --------------- | ------------ | ---------------- |
| Nederlandse Album Chart          | 20-10-2012            | 33              | 9            | 08-03-2014       |
| Vlaamse Album Chart (Vlaanderen) | 13-10-2012            | 14              | 78           | 05-04-2014       |
| Vlaamse Album Chart (Wallonië)   | 13-10-2012            | 23              | 68           | 05-04-2014       |
| Australische Album Chart         | 08-09-2013            | 12              | 7            | 06-04-2014       |
| Deense Album Chart               | 19-10-2012            | 37              | 1            | 19-10-2012       |
| Duitse Album Chart               | 05-10-2012            | 8               | 1            | 05-10-2012       |
| Franse Album Chart               | 13-10-2013            | 85              | 11           | 29-03-2014       |
| Nieuw-Zeelandse Album Chart      | 22-10-2012            | 3               | 28           | 03-06-2013       |
| Noorse Album Chart               | 15-10-2012            | 21              | 17           | 31-03-2014       |
| Oostenrijkse Album Chart         | 06-09-2013            | 23              | 4            | 27-09-2013       |
| UK Albums Chart                  | 15-10-2012            | 1               | 22           | 05-04-2012       |
| Billboard 200                    | 15-10-2012            | 9               | 26           | 05-04-2014       |
| Zweedse Top 60                   | 23-08-2013            | 5               | 24           | *                |
| Zwitserse Albums Chart           | 27-12-2013            | 22              | 15           | 04-04-2014       |